# Informationshaltigkeit
Informationshaltigkeit bezeichnet eine Eigenschaft von Geräuschen. Ein Geräusch ist informationshaltig, wenn es in besonderer Weise die Aufmerksamkeit weckt und zum Mithören unerwünschter Informationen beiträgt. Hierdurch wird die Störwirkung von Geräuschen erheblich erhöht. Beispiele für informationshaltige Geräusche sind Gespräche an Arbeitsplätzen sowie Lautsprecherdurchsagen in Sportstadien oder auf Betriebsgeländen.
Bei der Bestimmung von Beurteilungspegeln wird gemäß TA Lärm für Informationshaltigkeit – wie für Tonhaltigkeit und Impulshaltigkeit – ein Zuschlag zum gemessenen Pegel vergeben. Dieser Zuschlag für informationshaltige Geräusche beträgt 3 dB(A) oder 6 dB(A).